# Francisco Miranda Branco

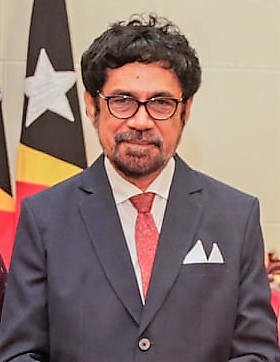
Francisco Miranda Branco (2021)

Francisco Miranda Branco (* 29. November 1950 in Luro, Portugiesisch-Timor) ist ein Politiker und Diplomat aus Osttimor. Er ist Mitglied der Partei FRETILIN sowie ihres Zentralkomitees und Nationalen Politischen Kommission.

## Werdegang

### Kindheit und Besatzungszeit

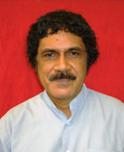
Francisco Miranda Branco (ca. 2007)

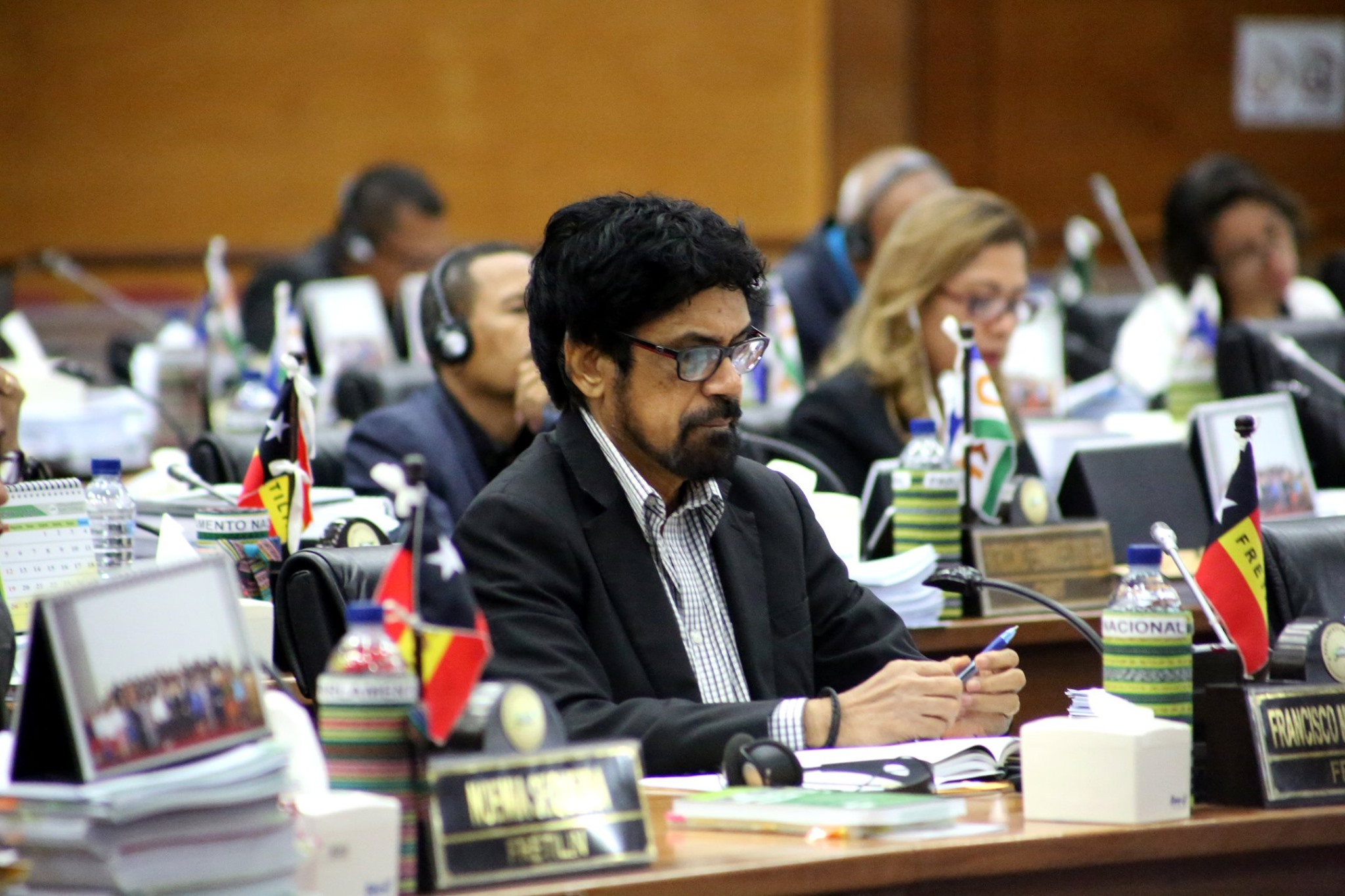
Branco im Parlament (2020)

Branco besuchte die Schule fünf Jahre. Das Liceu Dr. Francisco Machado schloss er in Abendkursen ab. Später arbeitete er für die portugiesische Kolonialverwaltung im Serviços de Planeamento Económico e Estatística und engagierte sich bereits nach der Nelkenrevolution 1974 politisch. Nach der indonesischen Besetzung Osttimors 1975 erhielt Branco eine Anstellung in der indonesischen Administration. Außerdem wurde er Mitglied im Korpri (Korps Pegawai Republik Indonesia), der indonesischen Vereinigung für Öffentliche Angestellte, der alle Staatsbediensteten angehören mussten. Bis zu seiner Verhaftung arbeitete er in der Handelsabteilung der Provinzverwaltung.
Am 12. November 1991 kam es in Dili zum Santa-Cruz-Massaker, bei dem mindestens 271 Demonstranten durch indonesische Sicherheitskräfte getötet wurden. Branco hatte nicht an der vorangegangenen Demonstration teilgenommen, bildete aber mit sieben Freunden das Exekutivkomitee (Comité Executivo) des Conselho Nacional de Resistência Maubere (CNRM), dem Dachverband des osttimoresischen Widerstands. Es plante mit der Mission des Parlaments Portugals Kontakt aufzunehmen, die Osttimor besuchte. Der Besuch war auf Vermittlung der Vereinten Nationen zustande gekommen und man hatte jedem, der sich mit ihr in Verbindung setzen wollte, Schutz garantiert. Das Komitee wollte eine Petition des CNRM den Parlamentariern überreichen. In der Petition wurde Portugal aufgefordert, Gespräche mit Indonesien über die Lösung des Osttimorkonfliktes zu führen. Dazu sollten die Portugiesen freien Zugang nach ganz Osttimor und zu allen möglichen Gesprächspartnern haben.
Branco wurde  am 6. Dezember verhaftet. Er wurde 1992 durch die Indonesier wegen „Subversion“ zu 15 Jahren Gefängnis verurteilt. Von angeklagten Exekutivmitgliedern wurde nur Gregório Saldanha mit Lebenslänglich zu einer noch höheren Strafe verurteilt. Carlos dos Santos Lemos, Juvêncio Martins, Filomeno da Silva Fereira und ein weiteres Mitglied des Komitees ebenfalls zu Haftstrafen verurteilt. Constâncio Pinto und Filipe Gama Xavier wurden nicht verurteilt. Brancos Haft endete vorzeitig, als 1999 die Besetzung Osttimors durch Indonesien endete.

### Im unabhängigen Osttimor
Seit 2001 ist Branco Abgeordneter des Nationalparlaments Osttimors. Von 2007 bis 2012 war er Mitglied der Kommission für Wirtschaft, Finanzen und Korruptionsbekämpfung (Kommission C). Nach den Parlamentswahlen 2012 wurde der Abgeordnete Mitglied der Kommission für Öffentliche Finanzen (Kommission C). Außerdem war Branco Vizefraktionschef.
Bei den Parlamentswahlen in Osttimor 2017 kandidierte Branco für die FRETILIN auf Platz 2 und zog damit wieder in das Nationalparlament ein. Hier war er Mitglied der Kommission für Außenangelegenheiten, Verteidigung und nationale Sicherheit (Kommission B) und der Kommission für Öffentliche Finanzen (Kommission C). Seit September 2017 war Branco Delegierter der nationalen Gruppe des Nationalparlaments bei der parlamentarischen Versammlung der Gemeinschaft der Portugiesischsprachigen Länder (CPLP).
Da die Minderheitsregierung von FRETILIN und PD sich im Parlament nicht durchsetzen konnte, löste es Präsident Francisco Guterres auf und rief zu Neuwahlen auf. Branco gelang bei der Neuwahl am 12. Mai 2018 wieder auf Platz 2 der FRETILIN-Liste der erneute Einzug ins Parlament, wo die FRETILIN nun die stärkste Oppositionspartei wurde. Branco wurde Mitglied der Kommission für Bildung, Jugend, Kultur und Bürgerrechte (G) und war Präsident des Exekutivrats der Globalen Allianz der Parlamentarier gegen Korruption (GOPAC). Nach der Umstrukturierung der Kommissionen am 16. Juni 2020 wurde Branco Mitglied der Kommission für konstitutionelle Fragen und Justiz (Kommission A) und Mitglied des Aufsichtsrats des Serviço Nacional de Inteligência (SNI).
Am 8. Oktober 2021 wurde Branco zum osttimoresischen Botschafter in Mosambik vereidigt und schied aus dem Nationalparlament aus. Bis 2025 war Branco auch zweitakkreditiert für Angola. Bei den Parlamentswahlen 2023 trat Branco nicht an.

## Familie
Branco ist verheiratet und hat sechs Kinder.